# Obrežje, Radeče
Obrežje je naselje v Občini Radeče. Ustanovljeno je bilo leta 1994 iz dela ozemlja naselja Obrežje pri Zidanem Mostu. Leta 2015 je imelo 163 prebivalcev.